# Cheryl Ladd
Cheryl Ladd, nata Cheryl Jean Stoppelmoor (Huron, 12 luglio 1951), è un'attrice e cantante statunitense, nota per aver interpretato il personaggio di Kris Munroe nella serie televisiva Charlie's Angels.

## Biografia
Ha iniziato come cantante con una band chiamata The Music Shop Band durante le scuole superiori, ed è stata cheerleader del liceo di Huron.
Dopo il conseguimento del diploma, Cheryl e la band iniziano la loro prima tournée negli Stati Uniti ma, una volta giunto a Los Angeles, il gruppo si divide. Cheryl rimane nella città californiana con l'intenzione di realizzare il suo sogno e diventare attrice. Il suo primo impegno professionale è il doppiaggio di Melody, il personaggio della biondina svampita nel cartone animato Josie e le Pussycats. Sempre in questo periodo, lavora a più di 100 annunci pubblicitari.
Nel 1973 partecipa al film Jamaica Reef, sul set del quale incontra il suo primo marito David Ladd, il figlio del famoso attore Alan Ladd. Dall'unione con Ladd nel 1974 nasce la figlia Jordan, che diventerà anch'ella attrice.
Nel 1976 la casa di produzione, che sta cercando l'attrice candidata a sostituire Farrah Fawcett (Jill Munroe) nella serie Charlie's Angels, offre a Cheryl di prendere il suo posto e di entrare nel cast. Dopo alcuni ripensamenti, nel 1977 Cheryl accetta il ruolo di Kris, sorella minore di Jill Munroe, contribuendo a consolidare il consenso e l'affetto del pubblico verso la celebre serie. In questo periodo registra due dischi, Cheryl Ladd (1978) e Dancing Forever (1979). Ha pubblicato dei dischi anche in Giappone, dove ha avuto un immediato e grande successo.
Nel 1980 si esibisce come cantante al Super Bowl, intonando l'inno statunitense all'inizio dell'incontro. Il suo successo è tale che nel 1982, dopo aver preso parte a diversi special televisivi (Cheryl Ladd: scenes from a special, Cheryl Ladd: souvenirs, Cheryl Ladd: Fascinated), viene riconosciuta come volto femminile televisivo più popolare d'America.
Nel 1981, dopo la conclusione di Charlie's Angels, Cheryl divorzia da David Ladd e sposa Brian Russel. Inizia a lavorare in molti film per la televisione, come When She Was Bad, Grace Kelly Story, Bluegrass, Kentucky Woman, Changes e per il cinema (Millennium e Dimensione Inferno).
Nel 1993 recita nel film La mia peggiore amica e nel 1994 è la protagonista della serie televisiva Hawaii missione speciale, dove impersona un medico legale. Nel 1996, in collaborazione con il marito, inizia a dedicarsi alla letteratura per bambini e il frutto di questo lavoro è il libro The Adventure of little Nettie Windship. Nel 1998 è a fianco di Ben Stiller, Maria Bello ed Elizabeth Hurley in Permanent Night.
Nel 2001 approda a Broadway, interpretando, con successo di pubblico e critica, il ruolo di Annie Oakley in Annie Get Your Gun.
Dal 2003 al 2008 è tra gli interpreti della famosa serie della NBC Las Vegas, nel ruolo della bella moglie di James Caan, in onda anche in Italia sui canali satellitari. Nel 2005 pubblica il libro Token Chick: A woman guide to golfing with the boys, un libro autobiografico che racconta le sue esperienze come giocatrice di golf.
Nel 2007 conferma la sua abilità di gioco in molti tornei di golf per celebrità, raggiungendo il quarto posto nella graduatoria delle più brave giocatrici fra le donne famose del mondo dello spettacolo negli Stati Uniti, classifica redatta dalla rivista specializzata Golf for Women. 
Ha inoltre continuato la sua attività filantropica a sostegno di molte associazioni benefiche, confermandosi ambasciatrice per Childhelp e diventando sostenitrice del Childhelp Alert, un sistema informativo per la prevenzione degli abusi sui minori (è la prima donna a vincere l'ambito riconoscimento umanitario "Hubert H. Humphrey Humanitarian Award"). È apparsa inoltre in uno spot di 30 secondi come testimonial della campagna di assistenza alle donne in menopausa.

## Filmografia

### Cinema
- Mitch (Chrome and Hot Leather), regia di Lee Frost (1971)
- Avventuriero degli abissi (The Treasure of Jamaica Reef), regia di Virginia L. Stone (1975)
- Ora e per sempre (Now and Forever), regia di Adrian Carr (1983)
- Dimensione inferno (Purple Hearts), regia di Sidney J. Furie (1984)
- Millennium, regia di Michael Anderson (1989)
- Lisa... sono qui per ucciderti! (Lisa), regia di Gary Sherman (1990)
- La mia peggiore amica (Poison Ivy), regia di Katt Shea (1992)
- Permanent Midnight, regia di Adrian Carr (1998)
- A Dog of Flanders, regia di Kevin Brodie (1999)
- Walk Hard - La storia di Dewey Cox (Walk Hard: The Dewey Cox Story), regia di Jake Kasdan (2007)
- Un regalo in valigia (Baggage), regia di Stephen Polk (2008)
- Zampa 2 - I cuccioli di Natale (Santa Paws 2: The Santa Pups), regia di Robert Vince (2012)
- L'amore criminale (Unforgettable), regia di Denise Di Novi (2017)
- Camera Store , regia di Scott Marshall Smith (2017)

### Televisione
- A tutte le auto della polizia (The Rookies) – serie TV, 1 episodio (1972)
- L'altro (Alexander Zwo) – serie TV, 1 episodio (1972)
- Ironside – serie TV, 1 episodio (1973)
- Satan's School for Girls, regia di David Lowell Rich – film TV (1973)
- La famiglia Partridge (The Partridge Family) – serie TV, 1 episodio (1973)
- Le strade di San Francisco (The Streets of San Francisco) – serie TV, episodio 2x17 (1974)
- Happy Days – serie TV, episodio 2x07 (1974)
- Switch – serie TV, 1 episodio (1975)
- Pepper Anderson agente speciale (Police Woman) – serie TV, 1 episodio (1977)
- Sulle strade della California (Police Story) – serie TV, 1 episodio (1977)
- Charlie's Angels – serie TV, 87 episodi (1977–1981)
- Codice R (Code R) – serie TV, 1 episodio (1977)
- The Fantastic Journey – serie TV, 1 episodio (1977)
- Carol Burnett & Company – serie TV, 1 episodio (1979)
- Ti odio mamma (When She Was Bad...), regia di Peter H. Hunt – film TV (1979)
- The Hasty Heart, regia di Martin M. Speer – film TV (1983)
- Kentucky Woman, regia di Walter Doniger – film TV (1983)
- Grace Kelly, regia di Anthony Page – film TV (1983)
- Incontro sull'Orient Express (Romance on the Orient Express), regia di Lawrence Gordon Clark – film TV (1985)
- Passione senza speranza (A Death in California), regia di Delbert Mann – miniserie TV (1985)
- Amanti (Crossings), regia di Karen Arthur – miniserie TV (1986)
- Deadly Care, regia di David Anspaugh – film TV (1987)
- Bluegrass, regia di Simon Wincer – film TV (1988)
- The Fulfillment of Mary Gray, regia di Piers Haggard – film TV (1988)
- Jekyll & Hyde, regia di David Wickes – film TV (1990)
- Figli della polvere (The Girl Who Came Between Them), regia di Mel Damski – film TV (1990)
- Airport '95 (Crash: The Mystery of Flight 1501), regia di Philip Saville – film TV (1990)
- Cinque figli e un amore (Changes), regia di Charles Jarrott – film TV (1991)
- Reclusa - La rabbia di una madre (Locked Up: A Mother's Rage), regia di Bethany Rooney – film TV (1991)
- Marito nemico (Dead Before Dawn), regia di Charles Correll – film TV (1993)
- Bambina mia (Broken Promises: Taking Emily Back), regia di Donald Wrye – film TV (1993)
- Danzando con la morte (Dancing with Danger), regia di Stuart Cooper – film TV (1994)
- Hawaii missione speciale (One West Waikiki) – serie TV (1994)
- Bugie e baci (Kiss and Tell), regia di David Richards – film TV (1996)
- Lisa ha visto l'assassino (The Haunting of Lisa), regia di Don McBrearty – film TV (1996)
- Il prezzo dell'inganno (Vows of Deception), regia di Bill L. Norton – film TV (1996)
- Ink – serie TV, 1 episodio (1997)
- Trappola in rete (Every Mother's Worst Fear), regia di Bill L. Norton – film TV (1998)
- Quel misterioso amico di mia madre (Perfect Little Angels), regia di Timothy Bond – film TV (1998)
- Di padre in figlio (Michael Landon, the Father I Knew), regia di Michael Landon, Jr. (1999)
- Due ragazzi e una ragazza (Two Guys, a Girl and a Pizza Place) – serie TV, 2 episodi (1999-2000)
- Amore e amicizia (Her Best Friend's Husband), regia di Waris Hussein – film TV (2002)
- Streghe (Charmed) – serie TV, 1 episodio (2003)
- Las Vegas – serie TV, 29 episodi (2003-2008)
- Hope & Faith – serie TV, 1 episodio (2004)
- Il desiderio di Eve (Eve's Christmas), regia di Timothy Bond – film TV (2004)
- Anche se sarò sola (Though None Go with Me), regia di Armand Mastroianni – film TV (2006)
- CSI: Miami – serie TV, 1 episodio (2009)
- Quando l'amore diventa coraggio (Love's Everlasting Courage), regia di Bradford May – film TV (2011)
- NCIS - Unità anticrimine (NCIS) – serie TV, episodio 9x06 (2011)
- Chuck – serie TV, 1 episodio (2012)
- Anger Management – serie TV, 1 episodio (2014)
- Ray Donovan – serie TV, 1 episodio (2015)
- Garage Sale Mystery – serie TV, 1 episodio (2016)
- American Crime Story – serie TV, 4 episodi (2016)
- Un capodanno da favola (Royal New Year's Eve), regia di Monika Mitchell – film TV (2017)
- Ballers – serie TV, 1 episodio (2017)
- The Misunderstanding of Carl Jr., regia di Dylan Osean – cortometraggio (2017)
- The Christmas Contract, regia di Monika Mitchell – film TV (2018)
- Malibu Dan the Family - serie tv, 2 episodi (2018)
- Grounded for Christmas, regia di Amyn Kaderali – film TV (2019)

### Doppiaggio
- Josie e le Pussycats (Josie and the Pussycats) – serie TV, 8 episodi (1970-1971)

## Doppiatrici italiane
Nelle versioni in italiano dei suoi film, Cheryl Ladd è stata doppiata da:
- Cristina Boraschi in Jekyll & Hyde, Chuck
- Claudia Razzi in Figli della polvere, Amore e amicizia
- Melina Martello in Quel misterioso amico di mia madre, Zampa 2 - I cuccioli di Natale
- Paola Del Bosco in Ora e per sempre
- Daniela Fava in Millennium
- Aurora Cancian in L'amore criminale
- Vittoria Febbi in Charlie's Angels
- Monica Gravina in Ti odio mamma
- Marina Tagliaferri in Incontro sull'Orient Express
- Laura Gianoli in Amanti
- Liliana Sorrentino in Reclusa - La rabbia di una madre
- Daniela Nobili in Danzando con la morte
- Roberta Greganti in Hawaii missione speciale
- Pinella Dragani in Bugie e baci
- Maddalena Vadacca in Trappola in rete
- Claudia Balboni in Di padre in figlio
- Stefania Giacarelli in Streghe
- Lorenza Biella in Hope & Faith
- Cristiana Lionello in Il desiderio di Eve
- Alessandra Cassioli in CSI: Miami
- Isabella Pasanisi in NCIS - Unità anticrimine
- Laura Boccanera in American Crime Story
- Alessandra Korompay in Un capodanno da favola
- Stefanella Marrama in Ballers
- Stefania Patruno in Una sorpresa sotto l'albero

Da doppiatrice è sostituita da:
- Isabella Pasanisi in Josy e le Pussycats